# Condado de Lovaina

Escudo de armas de la casa de Lovaina

El condado de Lovaina fue una jurisdicción feudal del Sacro Imperio Romano Germánico centrada en la población de Lovaina, ciudad de Bélgica ubicada en la confluencia de los ríos Dijle y Voer y capital de la provincia de Brabante Flamenco, en la región de Flandes.

## Historia
Durante la segunda mitad del siglo IX, se produjeron algunas incursiones de normandos o vikingos por el territorio de la moderna Bélgica, remontando los ríos en barcos. Los normandos establecieron un campamento en un lugar indeterminado y salían a caballo a saquear la región. En sus incursiones, incendiaban las iglesias y mataban a los monjes. 
En el año 870 el condado de Hesbaye aparece dividido en cuatro territorios; uno de ellos era Lovaina. El 2 de febrero del 884 el rey Carlomán II de Francia ofreció veinte mil libras a los vikingos a cambio de salir de su reino y una buena parte se dirigió a Lovaina, una posición mencionada por primera vez entonces como fortaleza de Lovanium, al reino de Lotaringia (unido a Germania del 880 al 895), donde establecieron su campamento. El 12 de diciembre murió el rey Carlomán en un accidente de cacería y los normandos se consideraron liberados de su compromiso y retomaron los ataques a Francia; cuarenta mil normandos se dirigieron a París donde llegaron en noviembre del año 886. Tras unos meses de asedio, el rey Carlos III el Gordo compró su retirada por setecientas libras; entonces, volvieron a Lovaina y continuaron devastando la región. El rey alemán Arnulfo de Carintia reunió un ejército para atacarlos, pero los vikingos, avisados, los atacaron por sorpresa y los derrotaron. Entonces Arnulfo reunió una fuerza más numerosa y atacó Lovaina el 1 de septiembre de 891. Según algunas fuentes, cien mil normandos murieron, aunque en 892 los normandos volvieron a Lovaina, hasta que una epidemia de peste los obligó a marchar hacia Inglaterra o Normandía. 
El condado de Lovaina habría nombrado un primer conde. Sus fronteras debían de ser similares al moderno Hageland, entre Aarschot, Lovaina, Tirlemont y Diest, con el Demer al norte, el Dyle al oeste, y el Velp al sureste. La capital Lovaina tenía un castillo en un brazo del Dyle, pero después de la residencia condal se trasladó a un kilómetro más abajo donde hoy en día encontramos la iglesia de Nuestra Señora de los Dominicanos.
El primer conde de Lovaina de que se tiene constancia fue Lamberto I el Barbudo, hijo de Reginar III de Henao, que recibió el condado del emperador, probablemente hacia 888 y se pudo instalar en 893. Se casó con Gerberga, hija del duque de Baja Lotaringia, y consiguió el condado de Bruselas, que su mujer le aportó como dote. En 1013 anexionó el condado de Bruningerode, situado en el entorno de Tongre.
Después de la muerte de Hermann II, conde palaciego de Lotaringia (20 de septiembre de 1085), Enrique III de Lovaina recibió el landgrave de Brabante (sitio imperial entre el Dendre y el Senne). En 1106, el emperador del Sacro Imperio Romano Germánico, Enrique V, daba el ducado de Baja Lorena en feudo al conde de Lovaina, Godofredo I el Barbudo y se convertía al mismo tiempo en marqués de Amberes, un territorio fronterizo poco poblado pero extenso (similar a la moderna provincia de Amberes) que casi duplicó el territorio de los duques.
En 1183, el emperador erigió el landgraviato de Brabante en ducado de Brabante en favor de Enrique I de Brabante. En el curso del siglo XIII el nombre de ducado de Brabante se extendió a todos los territorios gobernados por los duques, es decir, al condado de Lovaina y de Bruselas y al Margraviato de Amberes.

## Condes de Lovaina y Bruselas
- c. 953-973 : Werner, conde de Zulpich y de Lovaina.
- 973-974 : Reginar por conquista.
- 974-988 : Godofredo I de Verdun por conquista, enviado por el emperador.
- 988–1015: Lamberto I (950 † 1015), primer conde de Lovaina, hijo de Reginar III conde de Henao, conde de Lovaina, recibió en dote la región de Bruselas con título condal como dote de su mujer el año 994 : casado el año 994 con Gerberga, hija de Carlos, duque de Baja Lorena.
- 1015–1038: Enrique I († 1038), hijo de Lamberto I.
- 1038–1040: Otón, muerto antes del 3 de junio de 1040, hijo de Enrique I.
- 1040–1054: Lamberto II († 1054), hijo de Lamberto I : casado con Oda de Verdun (c. 995 † después de 1047), hija de Gotelón I, duque de Baja Lorena y de Alta Lorena.
- 1054–1079: Enrique II (1020 † 1079), hijo de Lamberto II : casado con Adela (de origen desconocido).
- 1079–1095: Enrique III († 1095), hijo de Enrique II de Lovaina, landgrave de Brabante en 1085 : casado con Gertrudis de Flandes (1080 † 1117), hija de Roberto I el Frisio, conde de Flandes, y de Gertrudis de Sajonia.
- 1095–1139: Godofredo I, hermano de Enrique III e hijo de Enrique II, landgrave de Brabante, conde de Lovaina y de Bruselas y duque de Baja Lorena de 1106 a 1125 : casado el año 1099 con Ida de Chiny (1078 † 1117), hija de Otón II, conde de Chiny, y de Adelaida de Namur : casado en segunda boda c. 1120 con Clemencia de Borgoña († 1133), hija de Guillermo I, conde de Borgoña y de Esteveneta. Tras Godofredo I, el título de conde de Bruselas no vuelve a aparecer en el protocolo diplomático (última aparición el 1138).
- 1139-1142 : Godofredo II (1107 † 1142), hijo, duque de Baja Lorena de 1140 a 1142 : casado c. 1139 con Lutgarda de Sulzbach (1109 † 1163), hija de Berengario II, conde de Sulzbach y señor de Bamberg, y de Adelaida de Lechsgemünd.
- 1143-1190 : Godofredo III (1140 † 1190), hijo, duque de Baja Lorena de 1143 a 1190 : casado en primera boda el año 1155 con Margarita de Limburg (1135 † 1172), hija de Enrique II, conde de Limburgo, y de Matilde de Saffenberg : casado en segunda boda el 1180 con Imagina de Looz († 1214), hija de Luis I, conde de Looz, y de Agnès de Metz.

A partir de 1183 los títulos de conde de Lovaina, conde de Bruselas y landgrave de Brabante se fusionaron en el título de duque de Brabante y se usaron indistintamente.

## Duques de Brabante y de Baja Lorena

Escudo de armas de los duques de Brabante

- 1183-1235 : Enrique I (1165 † 1235), hijo, heredó el título de conde de Bruselas en 1179 de su padre, y el de duque de Brabante lo recibió del emperador en 1183; fue conde de Lovaina y duque de Baja Lorena a la muerte de su padre, en 1190. Se casó en 1179 con Matilde de Boulogne (1170 † 1210), hija de Mateo de Boulogne y de María de Boulogne, conde y condesa de Boulogne; casado en segunda boda en 1213 con María de Francia (1198 † 1224), hija de Felipe II, rey de Francia, y de Inés de Merania.